# El hombre bicentenario
El hombre bicentenario o El hombre del bicentenario (título original en inglés: The Bicentennial Man) es un cuento de la serie de los robots de Isaac Asimov. Fue publicado en febrero de 1976 en la antología Stellar #2 editada por Judy-Lynn del Rey para Ballantine Books. Posteriormente fue recopilado en la colección de relatos The Bicentennial Man and Other Stories, publicada por la editorial Doubleday en agosto de 1976. Ganó el premio Nébula al mejor relato de 1976, así como los premios Locus y Hugo al mejor relato en 1977. El cuento fue publicado por primera vez en español en 1977 en el número 96 de la revista Nueva Dimensión bajo el título de «El robot que quiso ser humano».
Posteriormente se hizo una reedición del cuento, una ampliación en forma de novela titulada El robot humano, de Isaac Asimov y Robert Silverberg.[cita requerida]

## Origen del relato
En 1976, con motivo de la celebración del segundo centenario de la independencia de Estados Unidos, se encargó a varios autores que escribieran algún relato corto con el tema The Bicentennial Man, el cual podía desarrollarse libremente.[cita requerida] Ocurre que en inglés esta expresión puede interpretarse como «el hombre del bicentenario» (la vida de la gente en Estados Unidos doscientos años después de la Declaración de Independencia) o como «el hombre bicentenario» (un hombre que llega a vivir doscientos años). Jugando con esta ambigüedad, Asimov, que fue uno de los autores que recibió dicho encargo, renunció a hacer un ensayo sociológico y, argumentando que «un hombre no podría vivir tanto tiempo», escribió un relato corto acerca de un robot que poco a poco va asimilando el mundo de los humanos hasta desear ser reconocido como uno de ellos, lo cual lo lleva a luchar por obtener su humanidad de manera legítima.[cita requerida]

## Publicación en español
El relato ha sido traducido y publicado en español en numerosas ocasiones. La primera aparición del mismo fue en el número 96 de la revista Nueva Dimensión en el año 1977, con el título de «El robot que quiso ser humano», con traductor no atribuido. Posteriormente fue recopilado en la colección de relatos El hombre del bicentenario (1978), dentro de la colección Super Ficción de la editorial Martínez Roca. En dicha recopilación, cuya traducción fue realizada por Mireia Bofill, el cuento aparece bajo el título de «El hombre del bicentenario». Esa misma traducción fue posteriormente la utilizada en las ediciones del mismo título de la editorial española Orbis y la argentina Hyspamérica (1986) y la mexicana Roca (1990). También se empleó en otras colecciones de relatos de Asimov como Los mejores relatos de la ciencia ficción (1984), Crónicas de robots (1993) y Los robots (1984; reeditada en 1989), esta última parte de la colección Gran Super Ficción de Martínez Roca. Asimismo, fue incluido en la antología Lo mejor de los premios Hugo 1976-1977 (1989), editada por Martínez Roca en España y por Roca en México.
El relato también ha aparecido bajo el título «El hombre bicentenario» en diversas traducciones. La primera, de 1981, realizada por Enrique de Obregón para la antología ... Ojo de la noche publicada por la editorial Caralt. La traducción de Lorenzo Cortina de 1992 ha aparecido en el libro Visiones de robot (1992) y sus diversas reediciones. La de Carlos Gardini de 1993 es la utilizada tanto en la recopilación Cuentos completos II (1993) y sus reediciones como en El hombre bicentenario y otros relatos (1994) y las suyas, ambas publicadas por la editorial Ediciones B. Una traducción de 2008 de Tina Parcero aparece con el mismo título en las ediciones de Alamut de la colección El robot completo (2008 y 2011).

## Adaptaciones
- El hombre bicentenario (1999), película dirigida por Chris Columbus, basada en la novela corta "El hombre bicentenario" y en la novela El robot humano